# WebEDI
WebEDI ist eine WWW-Schnittstelle für den elektronischen Datenaustausch (engl. Electronic Data Interchange, EDI).
Um Geschäftspartnern eine technisch wartungsfreie, dafür manuelle EDI-Lösung zu ermöglichen, bieten ihnen einige Unternehmen die Möglichkeit, ihre Daten über ein Web-Portal einzugeben. Diese Daten werden dem Betreiber in derselben Form zur Verfügung gestellt, als wären sie per EDI übermittelt worden. Unternehmen, die bisher übliches EDI einsetzen, eröffnet das die Möglichkeit, kleinere Geschäftspartner in die EDI-Landschaft zu integrieren, die über keine eigene EDI-Ausstattung verfügen. Unternehmen ohne EDI-System nehmen damit dennoch am EDI-Verfahren teil und reichen dem Geschäftspartner ihre Daten in maschinenlesbarer Form zur automatisierten Verarbeitung ein. Da eine Verbindung zum System nur zeitweise und manuell hergestellt wird, besteht keine permanente Verbindung wie bei EDI. Dies stellt deshalb keine echte EDI-Lösung dar.
Die Verantwortung und die Eingabearbeit wird auf den – menschlichen – Teilnehmer verlagert. Wenn der Kunde eine Bestellung (ORDER) erstellt, ist er dafür verantwortlich, dass diese rechtzeitig zum Lieferanten geschickt wird. Bei WebEDI muss der Lieferant selbst im Internet nachschauen, ob eine Bestellung für ihn vorliegt. Bei Lieferungen verhält sich dies entsprechend für Bestellbestätigungen (ORDRSP), Rückstandsmeldungen, Lieferscheine (DESADV), Preislisten (PRICAT) und Rechnungen (INVOIC).